# Cyprinella garmani
Cyprinella garmani är en fiskart som först beskrevs av Jordan, 1885.  Cyprinella garmani ingår i släktet Cyprinella och familjen karpfiskar. Inga underarter finns listade i Catalogue of Life.